# Santa Clara County
Santa Clara County is een van de 58 county's in de Amerikaanse staat Californië. Santa Clara County ligt in het zuiden van de San Francisco Bay Area. De hoofdplaats en grootste stad is San Jose. De sterk verstedelijkte Santa Clara Valley, ook wel bekend als Silicon Valley, vormt het economische en demografische hart van de county. In 2010 woonden er 1.781.642 mensen in Santa Clara County. Het is een van de welvarendste county's van de Verenigde Staten.

## Geschiedenis
De inheemse bevolking van Santa Clara County waren de Ohlone-indianen, die langs de oevers van de Coyote en Calaveras Creeks leefden. De eerste Ohlone-nederzettingen dateren ten laatste uit 8000 v.Chr.. Er moeten ook indianenvolkeren in de vallei geleefd hebben, maar daar is niets van overgeleverd.

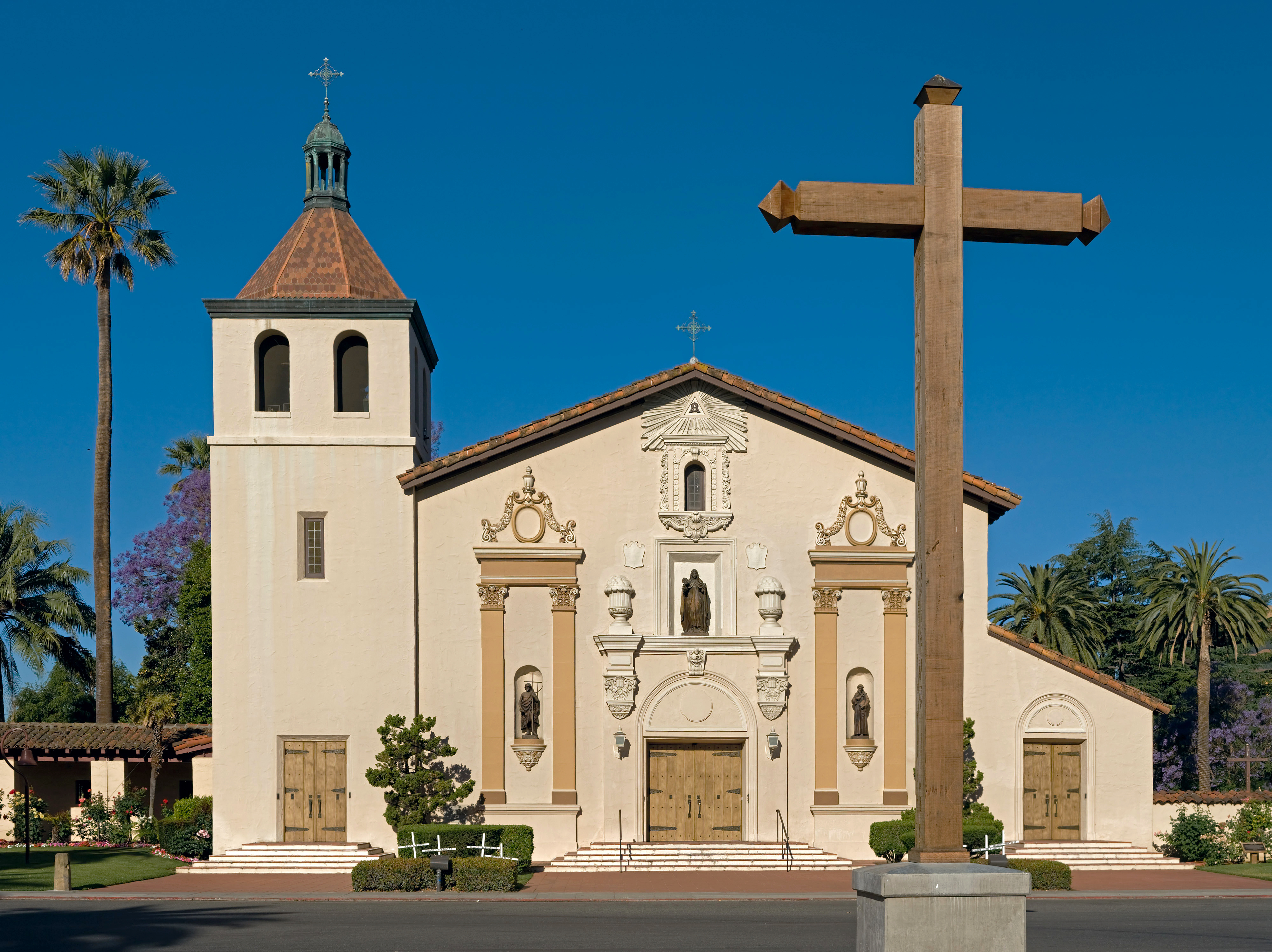
De stichting van de Santa Clara-missie in 1777 zette de kolonisatie van Santa Clara County op gang.

Hoewel Sir Francis Drake de San Francisco Bay Area al in 1579 voor Engeland opeiste, duurde het nog bijna twee eeuwen eer de Europese kolonisatie er echt op gang kwam. De Spaanjaarden begonnen de streek te koloniseren omdat ze de Russische aanwezigheid in Californië alarmerend vonden. De Spanjaarden noemden de Ohlone Costeños of 'mensen van de kust'. Santa Clara noemden ze Llano de los Robles of 'vlakte van de eiken'. In 1777 stichtte Junípero Serra de Santa Clara de Asís-missie, genoemd naar de Italiaanse heilige Clara van Assisi en naamgever van de county en gelijknamige stad. De Pueblo de San José de Guadalupe, eveneens gesticht in 1777, was de eerste nederzetting in de buurt. Hoewel Alta California al in 1821 overging naar Mexico, duurde het tot 1825 eer men in San Jose de Mexicaanse heerschappij erkende.
Op 13 mei 1846 verklaarde de Verenigde Staten de oorlog aan Mexico. Op 14 juli werd de Amerikaanse vlag boven het stadhuis van San Jose gehesen. Na de Mexicaans-Amerikaanse Oorlog veranderde de bevolking in het gebied snel van karakter. Eerst bestond deze uit een mengeling van Spaanse Californianen, Latijns-Amerikanen en indianen, daarna volgde er een toestroom van Amerikaanse kolonisten. San Jose werd de eerste hoofdstad van Californië, nog voor het gebied een staat werd, en Santa Clara County was in 1850 een van de oorspronkelijke county's van de nieuwbakken Amerikaanse staat. De Californische goldrush zorgde voor drastische veranderingen in San Jose, dat een toeleveringsstad voor de mijnen werd, en er ontstonden verschillende andere nederzettingen in de county. In 1853 werd een deel van het grondgebied afgestaan aan Alameda County. De eerste twee instellingen voor hoger onderwijs werden in Santa Clara opgericht: het Jezuïtische Santa Clara College en het methodistische California Wesleyan College. In 1891 stichtte Leland Stanford nabij Palo Alto de Stanford-universiteit.

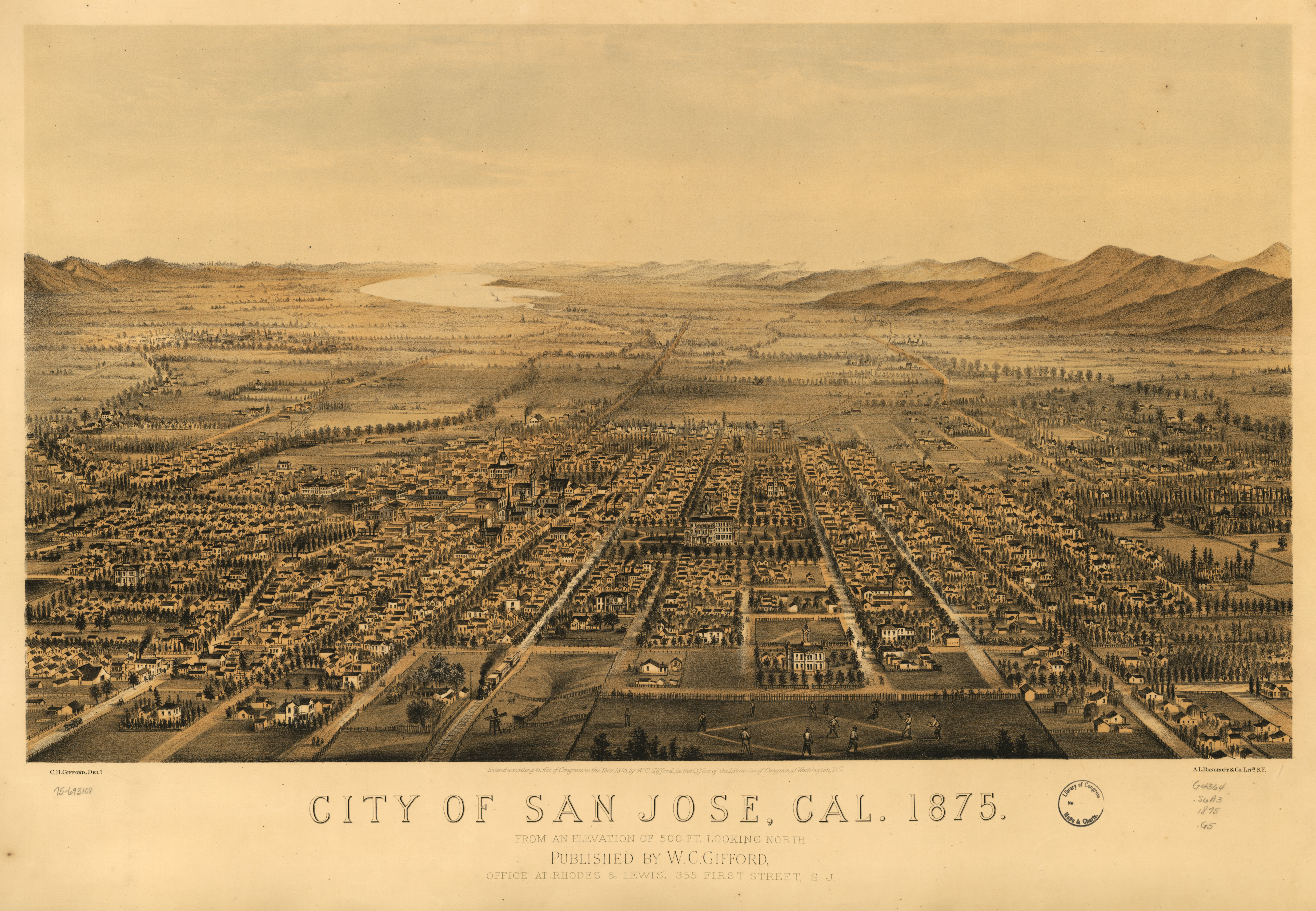
San Jose in 1875.

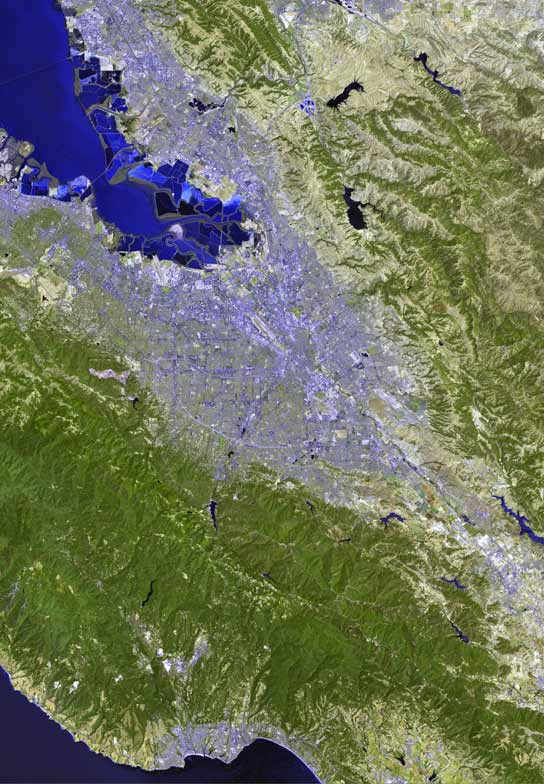
Satellietfoto van de verstedelijkte Santa Clara Valley.

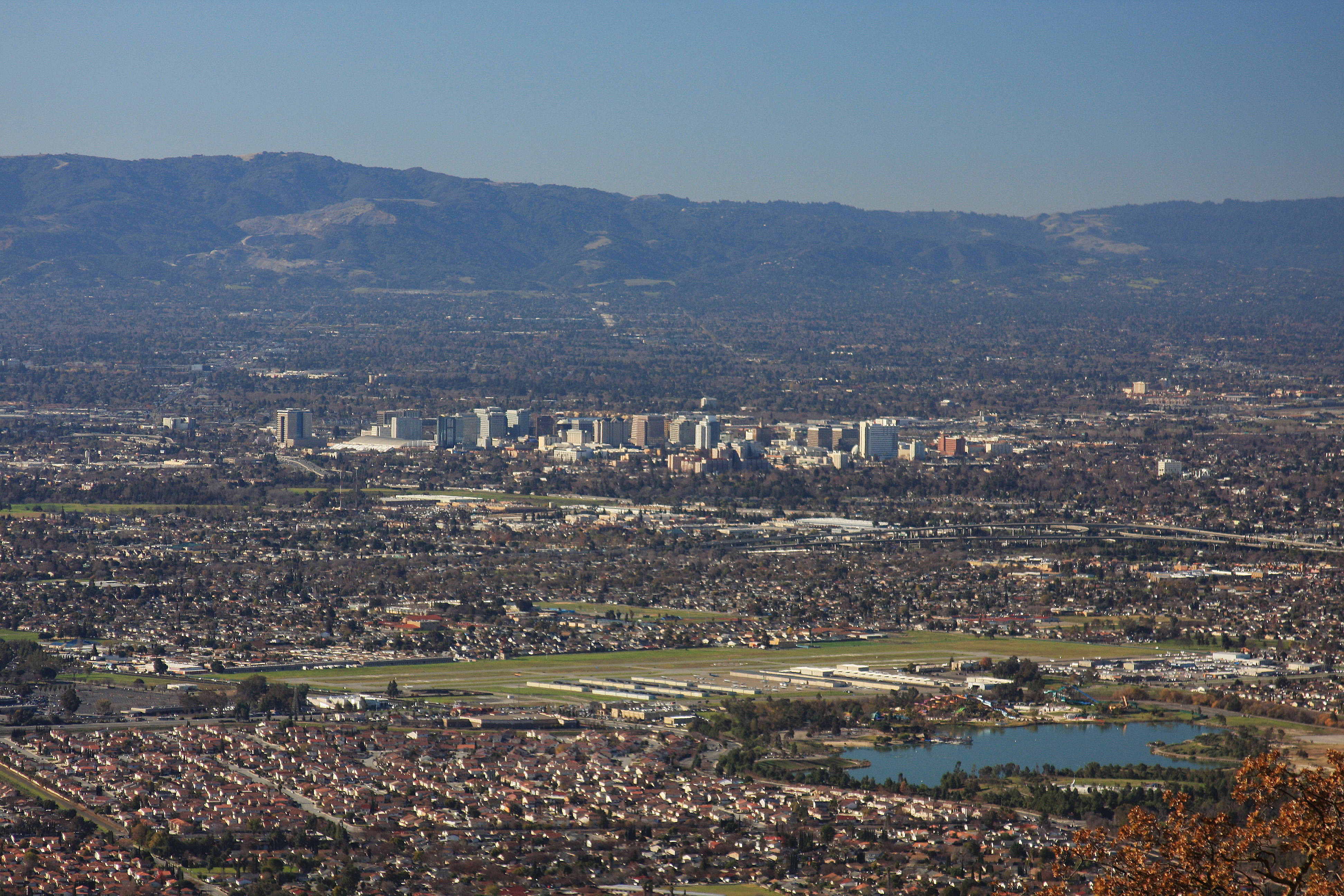
Skyline van San Jose.

De landbouw bloeide in Santa Clara County en door de spoorwegen geraakten de producten gemakkelijk naar de afzetmarkten. Van de jaren 1860 tot 1880 was Santa Clara bovendien de nummer één olieproducent van Californië. Andere belangrijke sectoren waren de productie van timmerhout en de wijnbouw. De conservenindustrie domineerde lange tijd de economie van San Jose.
De door de Spanjaarden ontwikkelde agrarische samenleving ging na meer dan twee eeuwen langzaam over in een industriële en technologische economie. De aanwezigheid van Stanford University was daarin van cruciaal belang. De innovaties verspreidden zich van Palo Alto uit naar de rest van de noordelijke Santa Clara Valley - het huidige Silicon Valley. Hewlett-Packard werd in 1939 opgericht en in 1943 vestigde IBM zijn westelijke hoofdzetel in San Jose. In 1971 werd de term Silicon Valley bedacht. De trend versnelde in de jaren 80 en 90. Tegenwoordig is de landbouw haast volledig verdwenen uit het noorden van de Santa Clara Valley en huisvest datzelfde gebied grote bedrijven als Apple, Facebook, Sun Microsystems, Hewlett-Packard, Google, Yahoo!, eBay, Cisco Systems, Intel, AMD en veel andere. Er zijn tegenwoordig meer dan 6500 hightech-bedrijven in de streek.

## Geografie
Santa Clara County heeft een totale oppervlakte van 3377,4 km², waarvan 3342,9 km² land en 34,51 km² ofwel 1% water is.
De Santa Clara Valley strekt zich uit vanaf het zuidelijke uiteinde van de Baai van San Francisco richting San Benito County in het zuidzuidoosten. De vallei is heel sterk verstedelijkt. Alle grote steden van de county, zoals San Jose en Santa Clara, bevinden zich in het noorden van de vallei. De streek rond Gilroy in het zuiden van de vallei is agrarisch gebleven.
De vallei wordt aan beide kanten afgebakend door bergen. In het zuidwesten, op de grens met San Mateo en Santa Cruz County, liggen de Santa Cruz Mountains. Die maken deel uit van de Pacific Coast Ranges. De Diablo Range, ten oosten van de Santa Clara Valley, scheidt het dal van de San Joaquin Valley of Central Valley. Die bergketen loopt in het noorden door in Alameda County en in het zuidoosten in Stanislaus, Merced en San Benito County.

### Steden en dorpen
| - Buena Vista - Burbank - Campbell - Cupertino - East Foothills - Fruitdale - Gilroy - Lexington Hills - Los Altos - Los Altos Hills - Los Gatos - Loyola - Milpitas | - Monte Sereno - Morgan Hill - Mountain View - Palo Alto - San Jose - San Martin - Santa Clara - Saratoga - Seven Trees - Stanford - Sunnyvale - Sunol-Midtown |

### Transportinfrastructuur
De U.S. Route 101 loopt van noord naar zuid door de Santa Clara Valley. In en rond San Jose is er aansluiting op de Interstate 280, 680 en 880. Belangrijke state highways zijn State Route 17, 85 en 87.
De Santa Clara Valley Transportation Authority verzorgt lightrail- en busdiensten in de streek. Daarnaast is er Caltrain, een forensenspoorlijn in de vallei en op het Schiereiland van San Francisco, en de Altamont Commuter Express, die San Jose met Stockton verbindt. In de toekomst zullen er ook treinen van BART, het metronetwerk van de Bay Area, vanuit Fremont tot in San Jose en Santa Clara rijden.
De belangrijkste luchthaven is de international luchthaven van San Jose (Norman Y. Mineta San Jose International Airport). Inwoners maken ook veelvuldig gebruik van de luchthaven van San Francisco. Er is geen eigen commerciële zeehaven in Santa Clara County. Men is aangewezen op de haven van Oakland in Alameda County.

## Demografie
Volgens de volkstelling van 2010 leven er 1.781.642 mensen in Santa Clara County. De bevolkingsdichtheid bedraagt 533 per km². De etnische samenstelling van de bevolking is als volgt:
- 47,0% blank
- 32,0% Aziatisch-Amerikaans
- 2,6% Afro-Amerikaans
- 0,7% indiaans
- 0,4% van de eilanden in de Stille Oceaan.

Daarnaast is 12,4% van andere rassen en 4,9% van twee of meerdere rassen. In totaal gaf 26,9% van de bevolking aan hispanic of latino te zijn. De grote meerderheid daarvan is van Mexicaanse origine. Van de Aziatisch-Amerikanen zijn de meesten van Chinese, Vietnamese, Indische en Filipijnse origine, gevolgd door Koreaans en Japans.
Santa Clara County behoort, samen met enkele andere county's in de Bay Area, tot Amerika's meest welvarende county's. De mediaan van het gezinsinkomen bedroeg in 2010 $86.850 in Santa Clara County, vergeleken met $60.883 in heel Californië. Voor een huishouden was dat $84.895 in 2011. Daarmee is Santa Clara de rijkste county van Californië. Het per capita inkomen bedroeg in 2010 $39.804, tegenover $29.188 voor de hele staat. Tussen 2006 en 2010 leefde 8,9% van de bevolking onder de armoedegrens.

## Religie
In 2020 was 35,6% van de bevolking rooms-katholiek. De county valt samen met het in 1981 opgericht katholieke bisdom San José in Californië.